# Denis Law

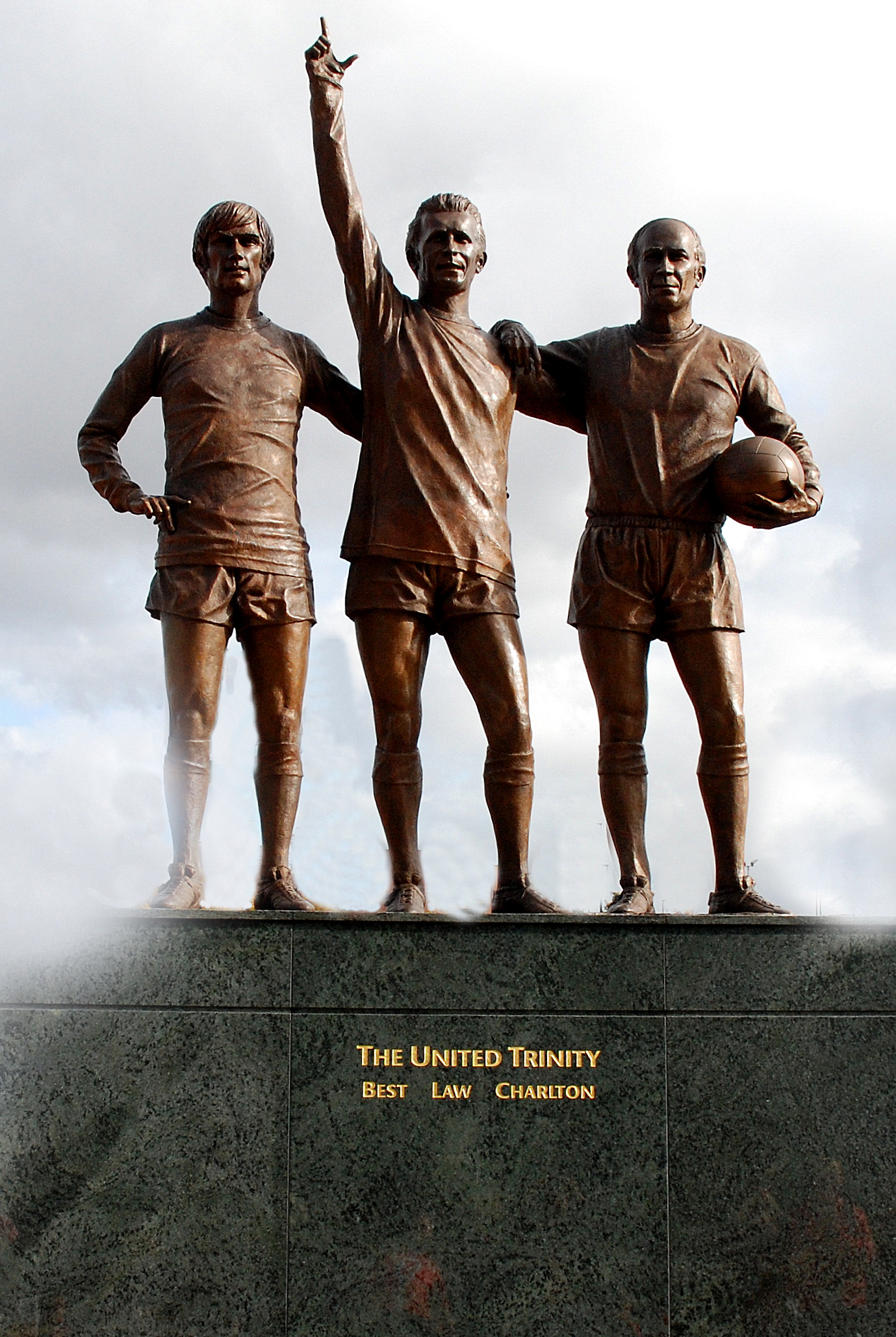
The United Trinity (Best, Law und Charlton) vor dem Old Trafford (2009)

Denis Law CBE (* 24. Februar 1940 in Aberdeen; † 17. Januar 2025) war ein schottischer Fußballspieler.
Er spielte von den späten 1950er Jahren bis zu den frühen 1970er Jahren für Huddersfield Town (1956–1960), Manchester City (1960/61), AC Turin (1961/62), Manchester United (1962–1973) und Manchester City (1973/74). Mit Manchester United gewann er 1963 den FA Cup und 1965 sowie 1967 die englische Meisterschaft. Im Jahr 1964 wurde er mit dem Ballon d’Or als „Europas Fußballer des Jahres“ ausgezeichnet. Er erhielt die Spitznamen The King (deutsch Der König) und The Lawman (deutsch Der Gesetzeshüter).

## Leben
Als 15-Jähriger verließ Law seine schottische Heimat in Richtung England und schloss sich dem Zweitligisten Huddersfield Town an. Mit 17 Jahren unterschrieb er einen Profivertrag im Team von Bill Shankly, der aus dem schmächtigen Youngster einen Stürmer mit Durchsetzungsvermögen formte. Schon bei seinem ersten Länderspiel am 18. Oktober 1958 (im Alter von 18 Jahren) machte Law beim 3:0 über Wales als Torschütze auf sich aufmerksam. 1960 verabschiedete sich Law aus Huddersfield und wechselte zu Manchester City. Nur ein Jahr später verließ der als äußerst geschäftstüchtig geltende Schotte die Britischen Inseln und schloss sich AC Turin an. Doch auch hier blieb er nicht lange und wechselte im Folgejahr zurück nach England zu Manchester United.
Hier sollte seine Karriere erst so richtig auf Touren kommen. Am Ende seiner ersten Saison gewann er den englischen Pokal, nachdem er im Finale gegen Leicester City den entscheidenden Treffer erzielt hatte. In Manchester entwickelte sich eine starke Mannschaft um Bobby Charlton, George Best und Law. Auf dem Zenit seines Könnens galt er als ein Stürmer, der aus jedem Fehler des Gegners blitzschnell Kapital schlug. 1964 wurde er von France Football mit dem Ballon d’Or als „Europas Fußballer des Jahres“ ausgezeichnet. 1965 sicherte sich ManUnited die englische Meisterschaft. Das Team vom „Old Trafford“ stand zwei Jahre später erneut ganz oben in der Liga und sorgte auch 1968 im Europapokal der Landesmeister für Furore: Law schoss seinen Verein ins Finale, an dem er wegen einer Knieoperation nicht teilnehmen konnte. Man besiegte Benfica Lissabon mit 4:1. Nach diesem Triumph ging es mit der Mannschaft bergab. 1969 verabschiedete sich Trainerlegende Matt Busby resigniert vom Klub. Law blieb noch bis 1973, ehe er zum zweiten Mal zu Lokalrivale Manchester City wechselte. Ausgerechnet ein Treffer durch Hackentrick von Law verurteilte United 1974 im letzten Saisonspiel zum Abstieg in die zweite Division.
Für die schottische Fußballnationalmannschaft schien der Routinier 1973 bereits zu alt zu sein, doch als die WM-Qualifikation auf dem Spiel stand, holte ihn Teammanager Willie Ormond zurück. Law bedankte sich für das Vertrauen und führte seine Mannschaft zu einem 2:1-Erfolg im entscheidenden Spiel gegen die ČSSR. Beim WM-Turnier 1974 in Deutschland trug der Routinier im Spiel gegen Zaïre (2:0 für Schottland) zum 55. und letzten Mal das Nationaltrikot. Er ist gemeinsam mit Kenny Dalglish Rekordtorschütze seines Landes mit 30 Toren.
Später arbeitete Denis Law als Co-Kommentator für Fernsehen und Radio.
Bei der Neujahrsehrung 2016 wurde Law von Königin Elisabeth II. zum Commander of the British Empire (CBE) ernannt. 2002 wurde er in die Scottish Sports Hall of Fame aufgenommen.
2021 wurde bei Denis Law die Alzheimer-Krankheit und Multiinfarkt-Demenz diagnostiziert. Law starb Mitte Januar 2025 im Alter von 84 Jahren. Law war der letzte lebende Spieler des legendären United Trinity, zu dem Law, George Best und Bobby Charlton gehörten. 1958 kamen acht Spieler von Manchester United in Folge eines Flugzeugabsturzes in München ums Leben. Zehn Jahre später gelang dem Club der Gewinn des Europapokals der Landesmeister 1968. Seit 2008 steht eine Statue der drei Spieler vor dem Old Trafford.
Bekannt wurde Law auch durch seinen Jubel, er reckte nach seinen Treffern den rechten Arm und zeigte mit dem Finger in den Himmel.